# Bad Laer
Pour les articles homonymes, voir Laer (homonymie).
Bad Laer est une municipalité allemande du land de Basse-Saxe et l'arrondissement d'Osnabrück.